# Гиран де Севола, Люсьен Виктор
Люсьен Виктор Гиран де Севола (Гиран де Сцевола; фр. Lucien-Victor Guirand de Scévola; 14 ноября 1871[…], Сет — 29 марта 1950[…], Париж) — французский художник-символист. Начальник Корпуса камуфляжа французской армии в годы Первой мировой войны. Изобретатель маскировочной сети.

## Биография

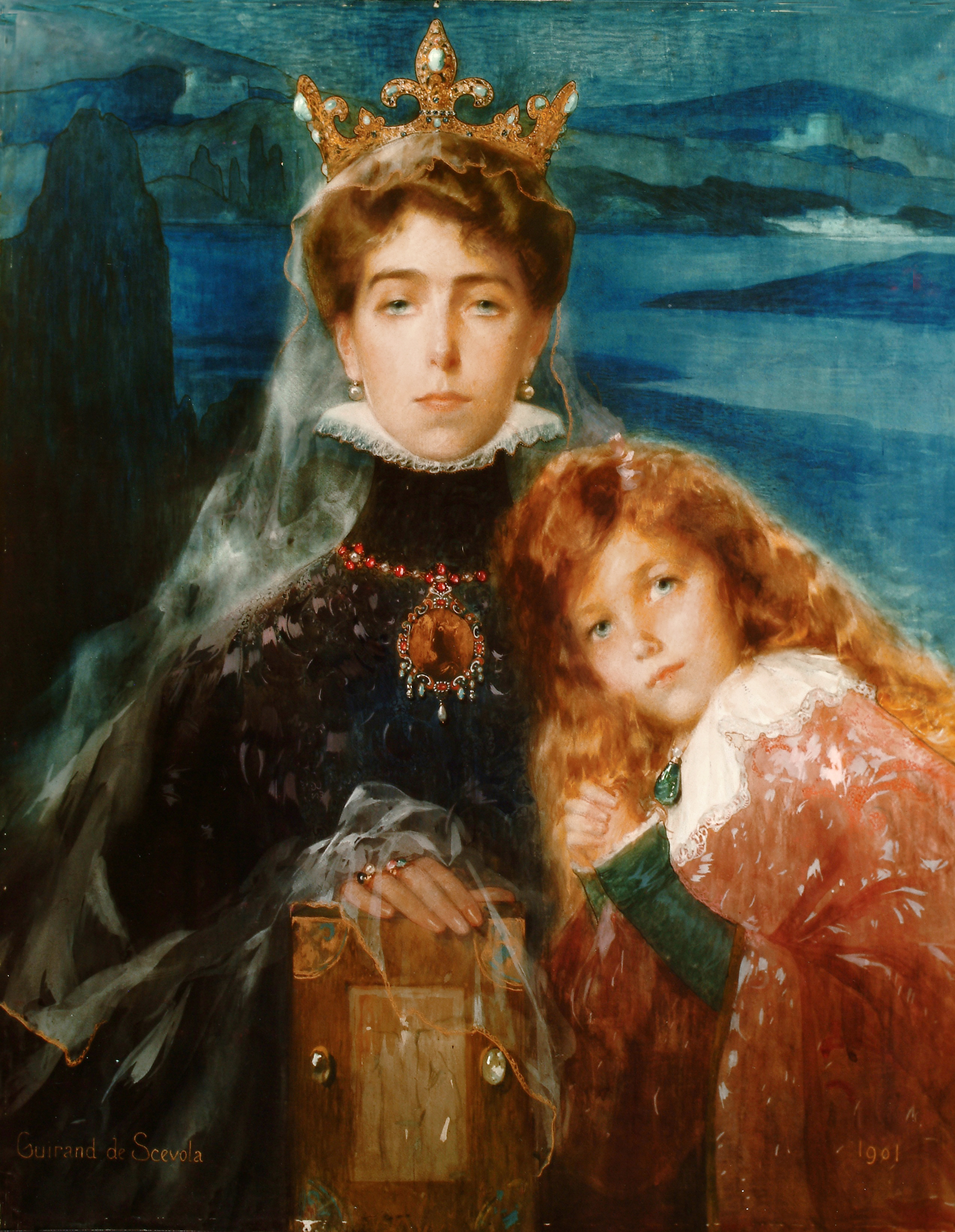
Великая герцогиня Гессенская Виктория-Мелита (1876—1936; во втором браке — Великая княгиня Виктория Фёдоровна, с 1924 года — самопровозглашённая императрица России) и её дочь от первого брака Елизавета (1895—1903) в средневековых одеяниях, 1901

Родился в 1871 году в городе Сетт (департамент Эро). Учился живописи в Высшей школе изящных искусств Парижа под руководством Фернана Кормона и Пьера Дюпюи. Писал пастелью портреты и женские головки, выдержанные в духе символизма и содержащие отсылки к Средневековью в неоготическом и романтическом ключе. Помимо этого, писал также цветочные натюрморты, пейзажи, альковные сцены (иногда откровенно эротического характера). Имел репутацию светского салонного живописца, много работавшего по заказам представителей высших слоёв общества. Был членом Французского общества пастелистов и организационного комитета Общества изящных искусств Парижа. В 1914 году был награждён орденом Почётного легиона.
В том же году началась Первая мировая война, которая полностью преобразила роль и характер Севолы. Поступив на службу добровольцем, Гиран де Севола служил в артиллерии. В сентябре 1914 года, находясь на фронте, он, в качестве эксперимента, замаскировал свою огневую точку брезентовым экраном, расписанным красками так, чтоб сливаться с окружающим ландшафтом. Это привело к радикальному повышению эффективности работы огневой точки, так как противник не мог определить, откуда ведётся огонь.

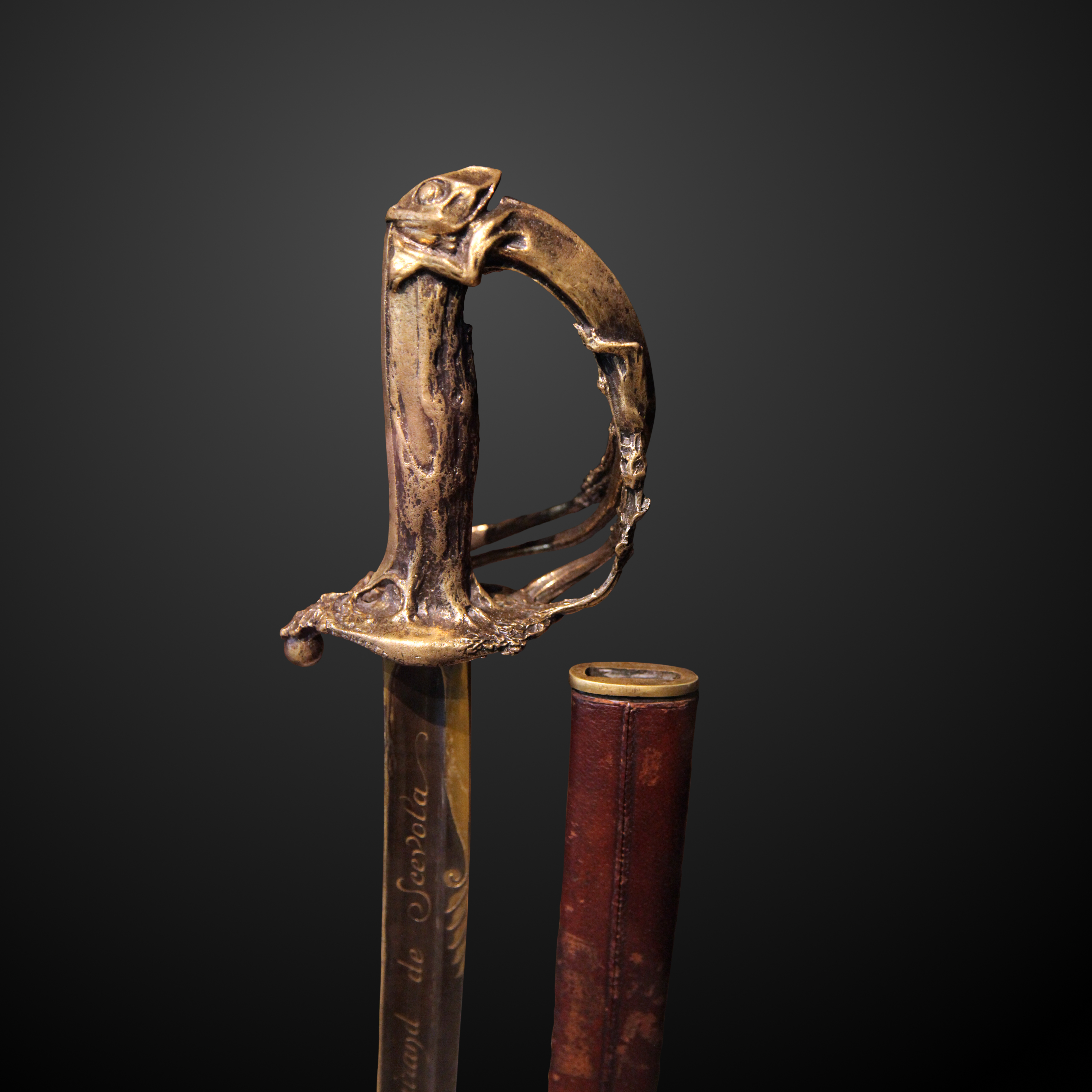
Почётная сабля с серебряной рукоятью, выполненная в форме камуфляжного дерева — награда Люсьену Гиран де Севоле от французской армии

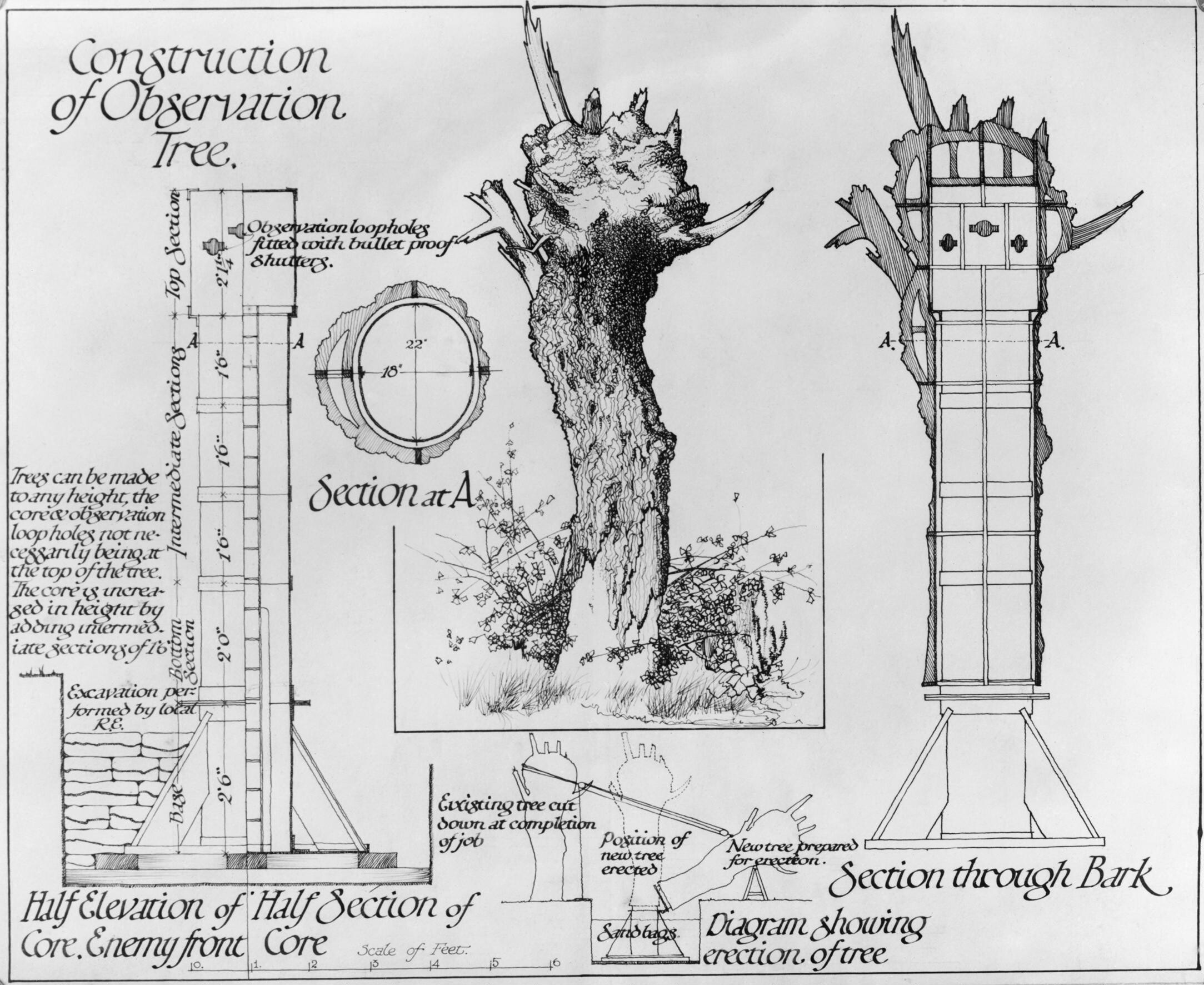
Чертёж камуфляжного дерева, 1916

Опыт Севолы был замечен на самом высоком уровне: уже 12 февраля 1915 следующего года генерал Жоффр создал при армии особый Отдел камуфляжа, со штаб-квартирой в Амьене. Его руководителем стал Гиран де Севола. Среди прочих разработок отдела было так называемое «наблюдательное дерево» — железный переносной наблюдательный пункт, замаскированный под сухое дерево с обломанными ветвями, который хорошо зарекомендовал себя при использовании во время Второй битвы при Артуа.
Другим, куда более важным нововведением Гирана де Севолы стала камуфляжная сеть для маскировки позиций пулеметов и артиллерийских орудий. К концу 1917 года было использовано 7 миллионов квадратных ярдов подобной сетки. Подобные сети (с различными модификациями) большинство армий мира используют и сегодня.
К концу 1915 года Отдел камуфляжа перерос в целый Корпус камуфляжа, в котором к 1917 году работало 3 000 человек, и среди них — множество художников, которым служба в корпусе давала бронь от действительной службы. Сотрудники корпуса вручную наносили камуфляжную расцветку, соответствующую театру боевых действий и времени года на артиллерийские орудия и другие объекты, нуждавшиеся в этом. Особый вклад в работу корпуса внесли художники-кубисты, а сам Севола утверждал: «Я использовал средства, которые кубисты используют для того, чтобы представить публике объект, для того, чтобы полностью деформировать внешний вид объекта». По некоторым данным, к концу войны под началом Севолы работали уже 9 000 камуфляжистов в тылу (не считая тех, кто занимался тем же самым на фронте).
После окончания войны Севола получил от командования французской армии почётную саблю с серебряной рукоятью, выполненной в форме камуфляжного дерева.
После 1918 года вернулся к работе художника-портретиста, писал портреты, выдержанные в стиле ар-деко, гораздо более скромные по сравнению с предшествующими работами в соответствии с изменившимися вкусами заказчиков.
Скончался в Париже в 1950 году.

## Галерея

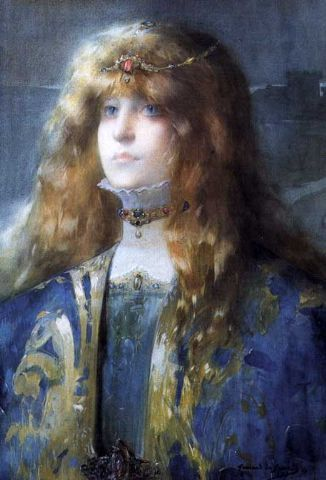
Сара Бернар
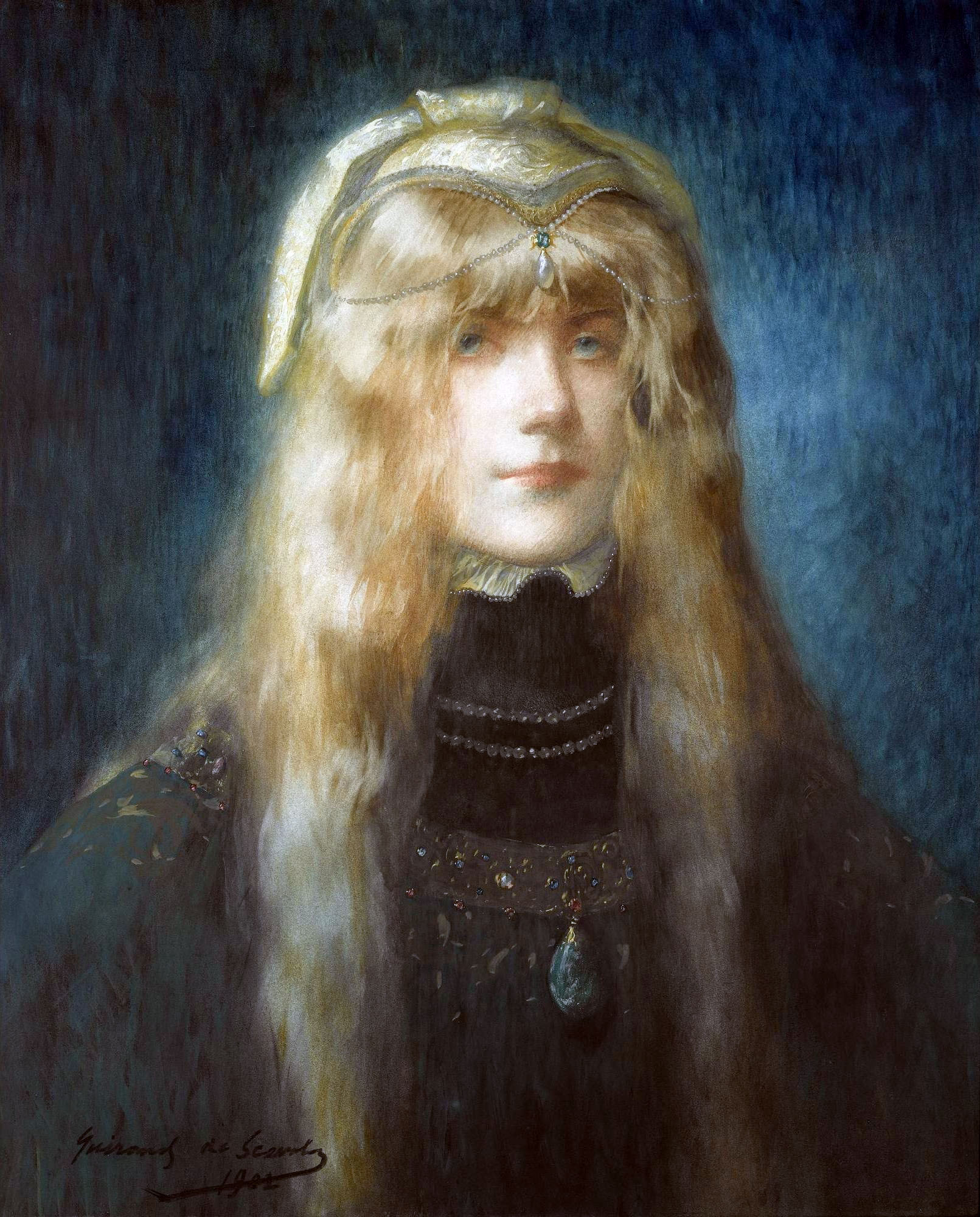
«Принцесса»
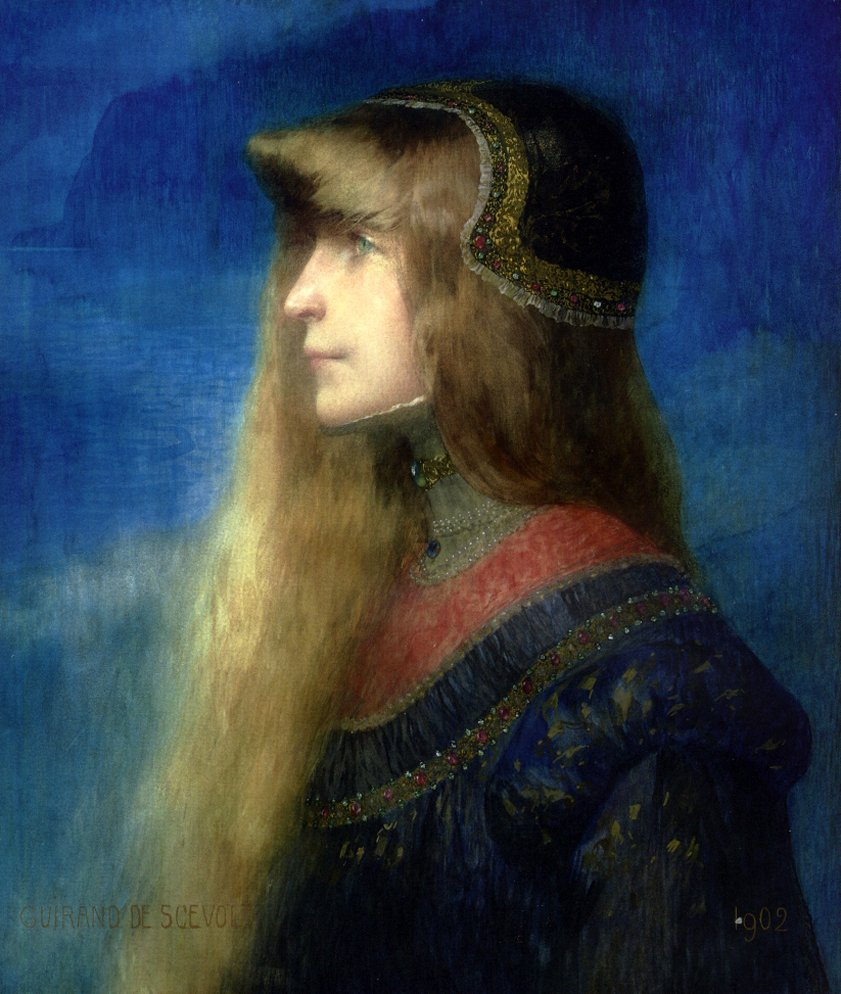
«Дочь короля»
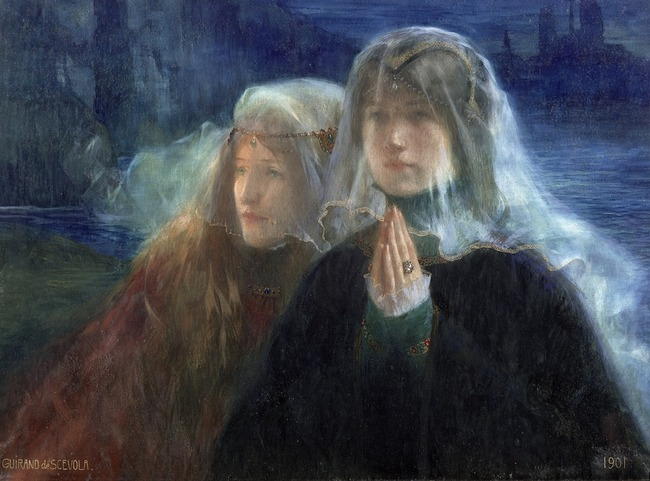
«Две дамы под вуалями»
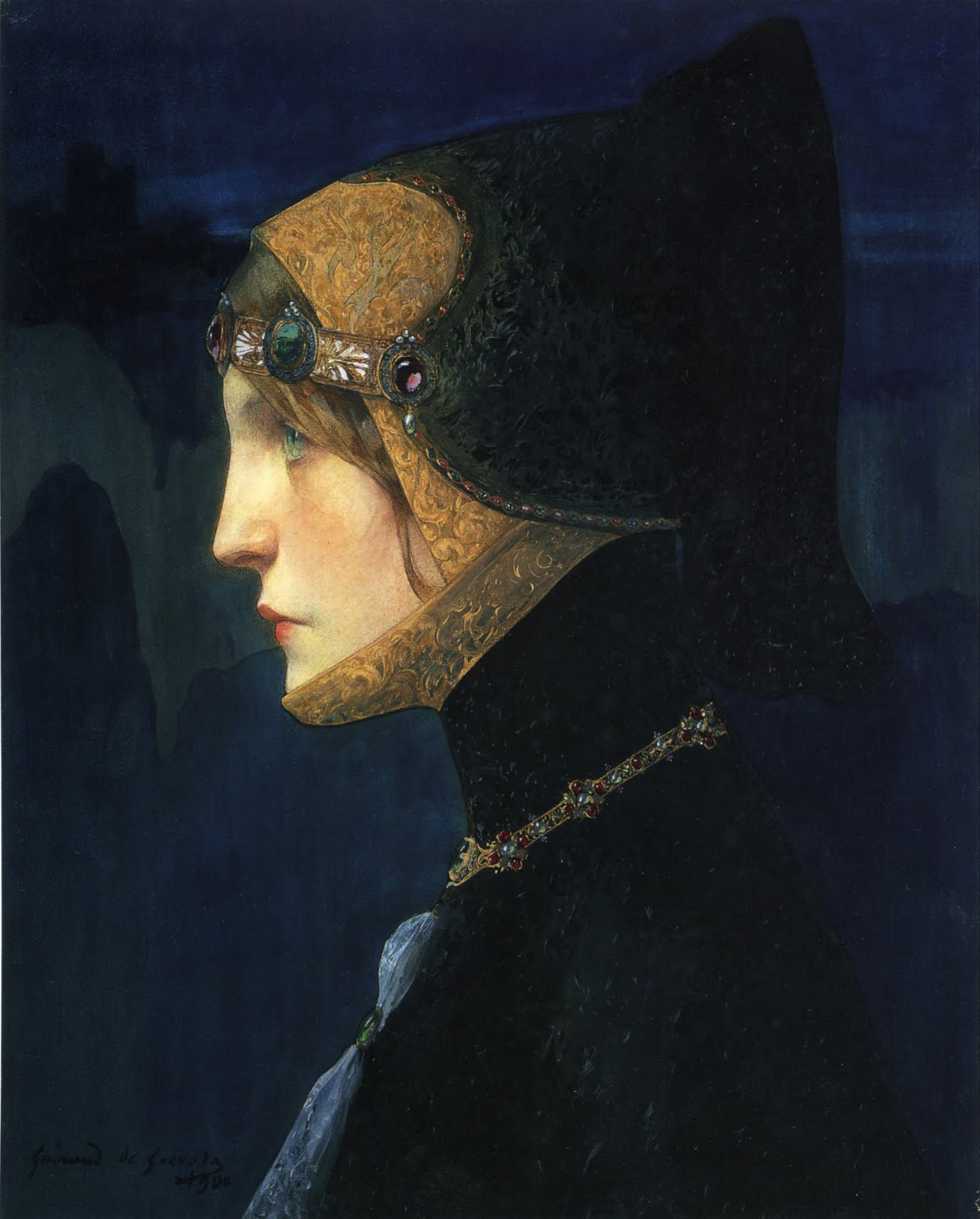
«Леди»
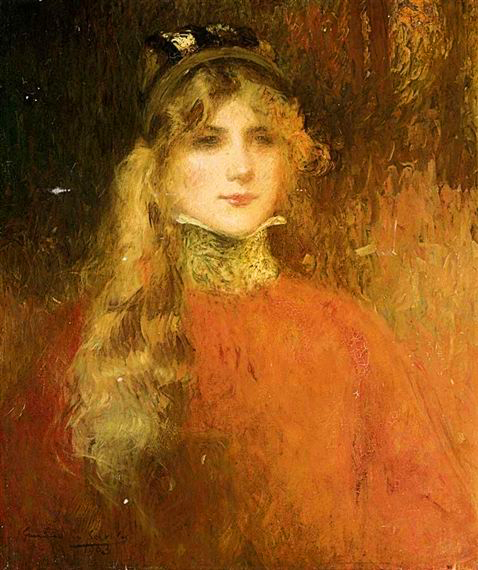
«Женщина в красном»
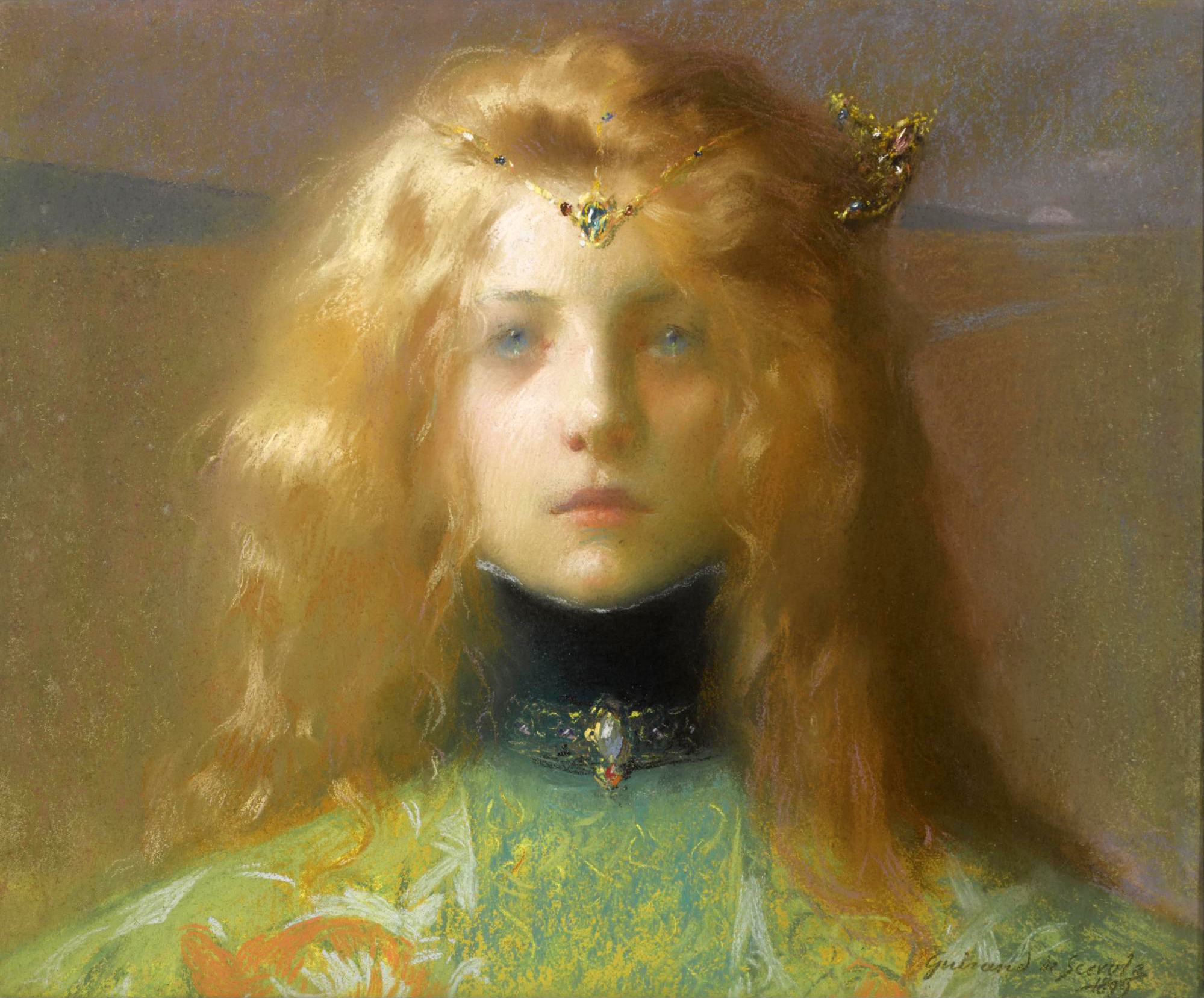
«Девушка в средневековом наряде анфас»
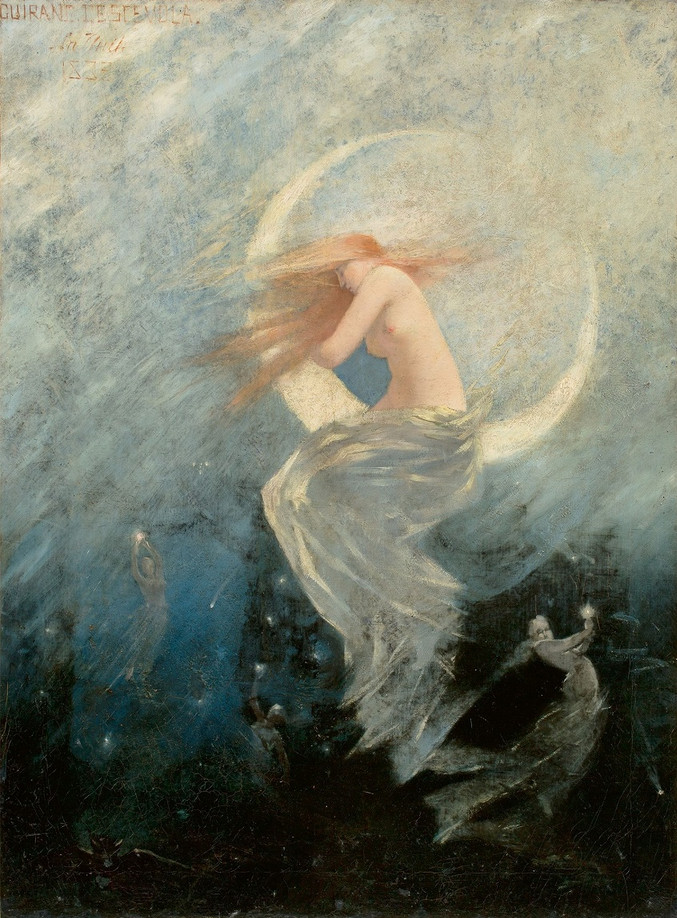
Ночь
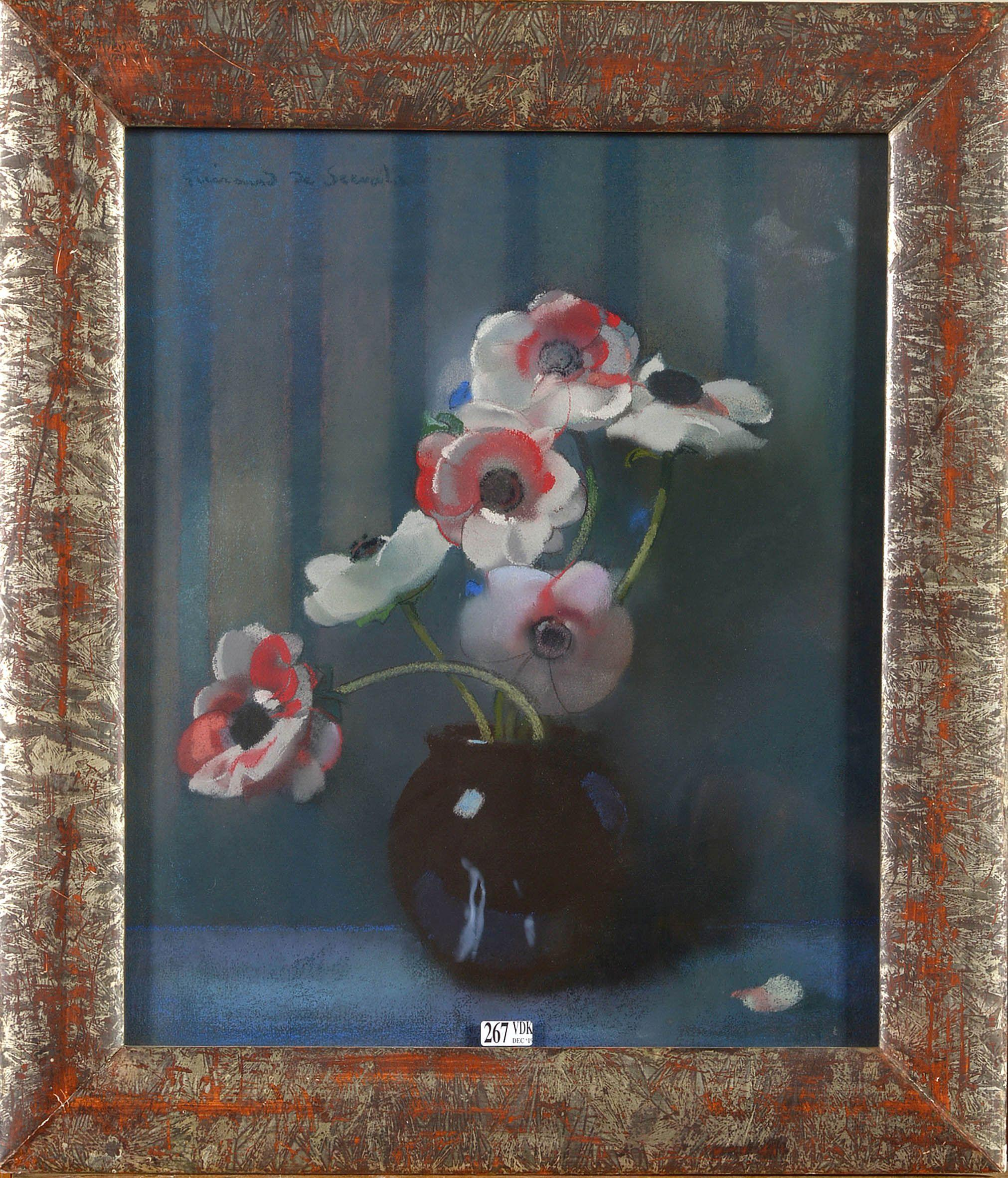
Цветочный натюрморт
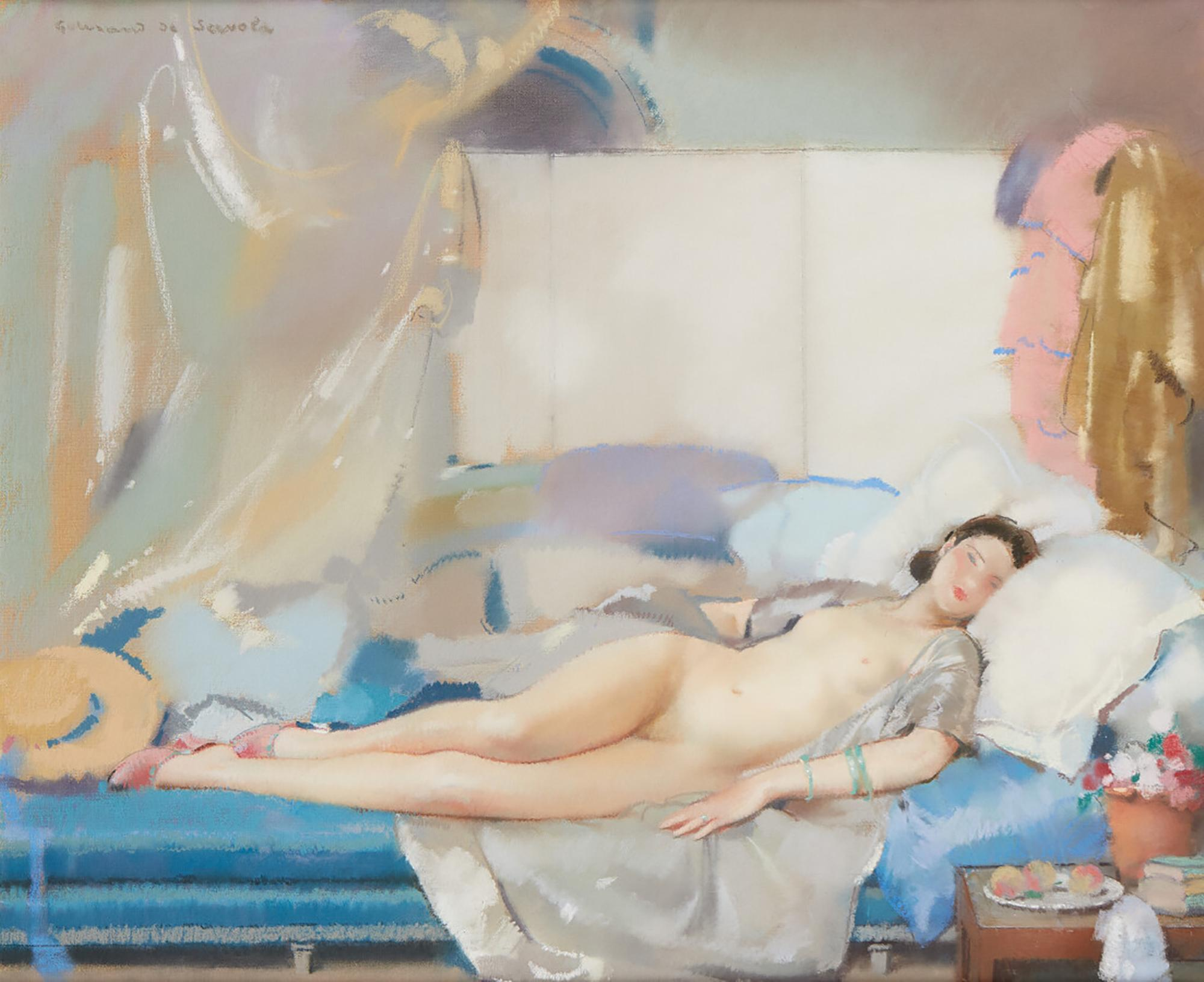
Альковная сцена
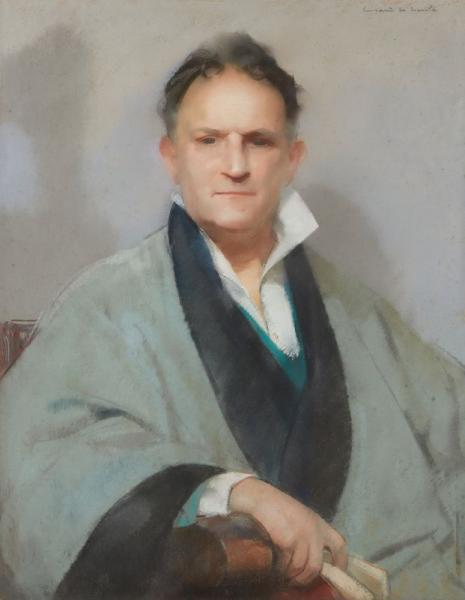
Портрет сенатора Мариуса Ростана
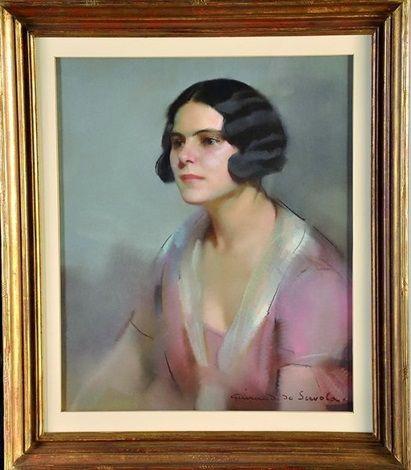
Портрет неизвестной женщины